# Miklós Ambrus

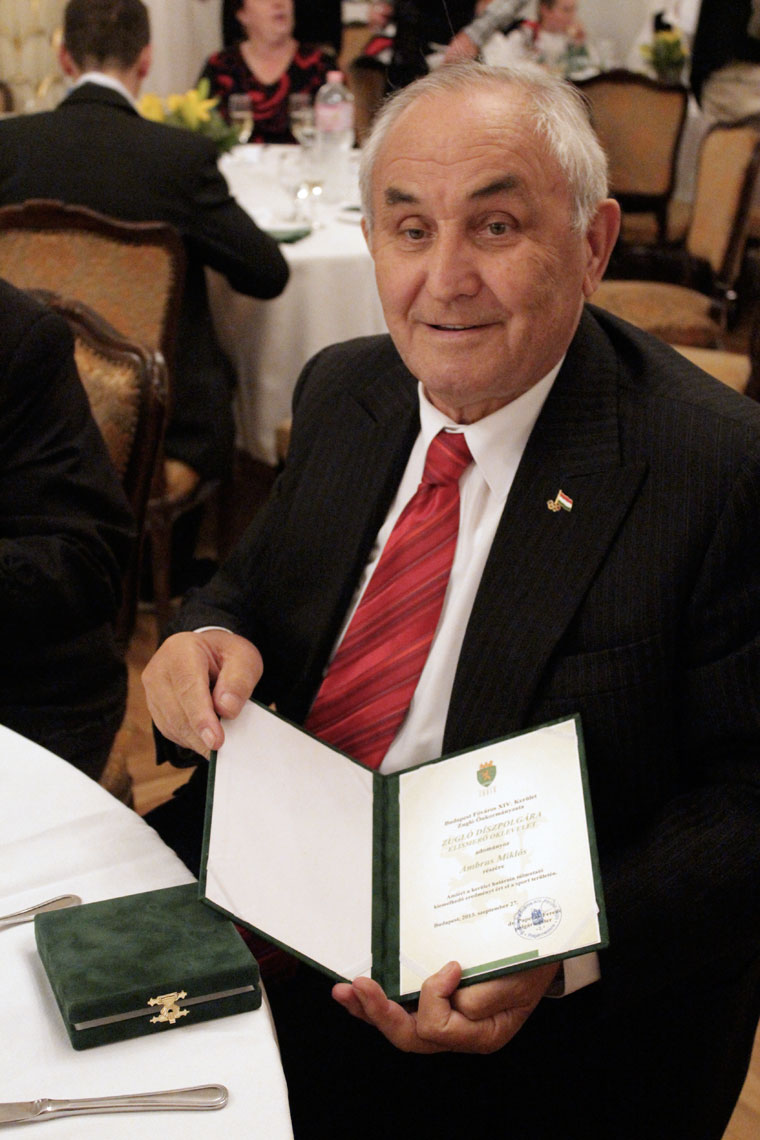
Miklós Ambrus (2013)

Miklós Ambrus (* 31. Mai 1933 in Eger; † 3. August 2019 in Budapest) war ein ungarischer Wasserballspieler und Schwimmer. Als Wasserballspieler war er Olympiasieger 1964 und Europameister 1962.

## Karriere
Miklós Ambrus begann in seiner Heimatstadt bei Egri Fáklya. 1953 wechselte er zu Ferencváros Budapest, der bis 1956 als Budapesti Kinizsi firmierte. Nach der Niederschlagung des Volksaufstands 1956 emigrierte Ambrus nach Australien, kehrte aber zwei Jahre später zurück und spielte dann noch weitere neun Jahre für Ferencváros. Insgesamt gewann er fünfmal den ungarischen Meistertitel.
1960 gehörte Ambrus zwar nicht zum Olympiaaufgebot im Wasserball, war aber als Schwimmer über 200 Meter Schmetterling gemeldet. Er trat allerdings nicht an. 1961 spielte er mit der Wasserballmannschaft bei der Universiade in Sofia und erreichte  den dritten Platz.
Bei der Europameisterschaft 1962 in Leipzig bildete Ambrus zusammen mit Ottó Boros das Torhütergespann. Die Ungarn siegten vor den Jugoslawen und der sowjetischen Mannschaft. Auch 1964 bei den Olympischen Spielen in Tokio gewannen die Ungarn vor Jugoslawien und dem sowjetischen Team. Die Ungarn lagen nach dem 4:4 im direkten Vergleich nach Punkten gleichauf mit den Jugoslawen und gewannen den Titel dank der besseren Tordifferenz. Boros war in den Spielen bis zur Endrunde Stammtorhüter und Ambrus wurde nur gegen Belgien eingewechselt. In den letzten beiden Spielen gegen die Mannschaften aus Italien und der Sowjetunion war Ambrus dabei und Boros nicht.
1966 in Utrecht belegten die Ungarn den fünften Platz bei der Europameisterschaft. Dies war sein letztes großes Turnier. Insgesamt bestritt Miklós Ambrus 55 Länderspiele.
Nach seiner Karriere war Ambrus für Ferencváros und für den ungarischen Verband tätig. Im Hauptberuf handelte er mit Baustoffen. 1996 wurde er Marketingdirektor des Vereins ungarischer Olympiasieger.